# 여자친구
여자친구(女子親舊)는 성별이 여자인 애인을 뜻한다. 대한민국에서는 흔히 여자친구를 여친으로 줄여 말한다. 이와 대비되는 용어는 남자친구이다. 단순히 성별이 다른 친구를 의미하는 여성 친구나 여자 사람 친구의 준말인 여사친과는 구분된다. 

## 범위
헌신적인 관계에 있는 파트너는 때때로 중요타인 또는 간단히 파트너로 설명되기도 하며, 특히 개인이 동거하는 경우에는 더욱 그렇다.
"여자친구"와 "파트너"는 사람마다 다른 의미를 가지며 용어 간의 차이는 주관적이다. 이 용어가 어떻게 사용되는지는 궁극적으로 개인 취향에 따라 결정된다.
2005년에 연애 파트너와 함께 살고 있거나 함께 살았던 적이 있는 21~35세의 115명을 대상으로 한 연구가 수행되었다. 적절한 용어가 부족하면 관계에 대한 질문을 피하기 위해 사회적 상황에 소개되지 않아 누군가가 화를 내는 등 어색한 상황이 발생하는 경우가 많다.
여성인 친구와 '여자친구'라는 용어 사이에는 모호함이 존재한다. 이 둘 사이를 오가는 것은 청소년 발달의 중요한 측면이다.
"여자친구"라는 용어는 반드시 성적 관계를 의미하는 것은 아니지만, 약혼하지 않은 사람과 성관계를 갖고 있는지 여부를 표시하지 않고 데이트하는 소녀나 여성을 지칭하는 데 자주 사용된다. 성적 관습에 대한 기대치가 다르기 때문에 데이트라는 용어는 낭만적인 활동을 암시할 수 있지만 단순히 "친구"를 사용하면 그러한 친밀감을 암시하지 않을 수 있다. 이는 애정을 표현하는 용어로도 사용되었던 연인이라는 용어와 본질적으로 동일하다.

## 같이 보기
- 연인
- 남자친구